# 世界摔角娛樂冠軍大滿貫
世界摔角娛樂冠軍大滿貫（英語：WWE Grand Slam Champion），是世界摔角娛樂（World Wrestling Entertainment，WWE）關於其冠軍的一榮譽，要完成冠軍大滿貫的選手必須先獲得WWE冠軍、世界重量級冠軍、WWE洲際冠軍、WWE美國冠軍、WWE雙打冠軍、WWE歐洲冠軍、世界雙打冠軍、WWE硬蕊冠軍以上7種冠軍項目所隸屬4大項冠軍中的至少各1項，但由於世界重量級冠軍、WWE歐洲冠軍、世界雙打冠軍及WWE硬蕊冠軍已退役，因此現在要完成冠軍大滿貫只需獲得WWE世界重量級冠軍、WWE洲際冠軍或WWE美國冠軍及WWE雙打冠軍所隸屬4大項冠軍中的至少各1項即可。

## 已完成冠軍大滿貫的選手
| 已完成選手    | 主要冠軍項目       | 主要冠軍項目             | 雙打冠軍項目                       | 雙打冠軍項目                        | 次要冠軍項目   | 其他冠軍項目             | 其他冠軍項目             |
| 已完成選手    | WWE冠軍            | 世界重量級冠軍           | 世界雙打冠軍                       | WWE雙打冠軍                         | WWE洲際冠軍    | WWE歐洲冠軍              | WWE硬蕊冠軍              |
| ------------- | ------------------ | ------------------------ | ---------------------------------- | ----------------------------------- | -------------- | ------------------------ | ------------------------ |
| 尚恩·麥可     | 1996年3月31日      | 2002年11月17日           | 1994年8月28日 （與Kevin Nash）     | 2009年12月13日 （與Triple H）       | 1992年10月27日 | 1997年9月20日            | N/A （此冠軍項目已退役） |
| Triple H      | 1999年8月23日      | 2002年9月2日             | 2001年4月29日 （與史蒂夫·奧斯汀）  | 2009年12月13日 （與尚恩·麥可）      | 1996年10月21日 | 1997年12月11日           | N/A (此冠軍項目已退役)   |
| 肯恩          | 1998年6月28日      | 2010年7月18日            | 1998年7月13日 （與米克·佛利）      | 2011年4月19日 (與Big Show)          | 2001年5月20日  | N/A （此冠軍項目已退役） | 2001年4月1日             |
| 克里斯·傑利可 | 2001年12月9日      | 2008年9月7日             | 2001年5月21日 （與克里斯·班瓦）    | 2009年6月28日 （與Edge）            | 1999年12月12日 | 2000年4月2日             | 2001年5月28日            |
| 寇特·安格     | 2000年10月22日     | 2006年1月10日            | N/A （此冠軍項目已退役）           | 2002年10月20日 （與克里斯·班瓦）    | 2000年2月27日  | 2000年2月8日             | 2001年9月10日            |
| 艾迪·葛雷洛   | 2004年2月15日      | N/A （選手已故）         | N/A （選手已故）                   | 2002年11月17日 （與Chavo Guerrero） | 2000年9月5日   | 2000年4月3日             | N/A （選手已故）         |
| 羅伯·凡·達姆  | 2006年6月11日      | N/A （此冠軍項目已退役） | 2003年3月31日 （與肯恩）           | 2004年12月7日 （與雷·密斯特里歐）   | 2002年3月17日  | 2002年7月22日            | 2001年7月22日            |
| Booker T      | N/A （選手已退休） | 2006年7月26日            | 2001年10月30日 （與Andrew Martin） | N/A （選手已退休）                  | 2003年7月7日   | N/A （此冠軍項目已退役） | 2002年5月4日             |
| 傑夫·哈迪     | 2008年12月14日     | 2009年6月7日             | 1999年6月29日 （與麥特·哈迪）      | 2017年4月2日 （與麥特·哈迪）        | 2001年4月10日  | 2002年7月8日             | 2001年7月10日            |
| 約翰·萊菲爾德 | 2004年6月27日      | N/A （選手已退休）       | 1999年5月25日 (與Faarooq)          | N/A （選手已退休）                  | 2009年3月9日   | 2001年10月22日           | 2002年6月3日             |
| 基斯頓        | N/A （選手已退休） | 2011年5月1日             | 2000年4月2日 (with Edge)           | N/A （選手已退休）                  | 2001年9月23日  | 2001年10月30日           | 2002年3月17日            |
| Big Show      | 1999年11月14日     | 2001年12月18日           | 1999年8月22日 （與The Undertaker） | 2009年7月26日 （與克里斯·傑利可）   | 2012年4月1日   | N/A （此冠軍項目已退役） | 2001年2月25日            |

| 文字               | 文字                                                                     |
| ------------------ | ------------------------------------------------------------------------ |
| 斜體冠軍項目       | 為增加選手完成冠軍大滿貫之可能性而增加為冠軍大滿貫限定之冠軍項目         |
| 日期               | 選手首次贏得此冠軍項目之日期                                             |
| 完成冠軍大滿貫日期 | 選手首次贏得此冠軍項目且完成冠軍大滿貫之日期                             |
| 斜體日期           | 選手已完成冠軍大滿貫或已完成其他同水平冠軍項目後亦贏得其餘冠軍項目之日期 |
| N/A                | 因此冠軍項目已退役或其他原因而不可能在獲得此冠軍                         |
| 顏色               |                                                                          |
|                    | 選手在贏得此冠軍項目時隸屬於Raw                                          |
|                    | 選手在贏得此冠軍項目時隸屬於ECW                                          |
|                    | 選手在贏得此冠軍項目時隸屬於SmackDown                                    |
|                    | 贏得包含已退役在內7項限定冠軍項目之選手                                  |
|                    | 於世界摔角娛樂品牌延伸之前或WWE Supershow規格之後贏得此冠軍項目          |